# Baloutches d'Iran
Pour un article plus général, voir Baloutches.
Les Baloutches d'Iran sont des Baloutches habitant majoritairement la région du Baloutchistan en Iran. Ils parlent les dialectes Rakhshani et Sarawani de Balochi, une langue iranienne. 
Ils habitent principalement des terrains montagneux, ce qui leur a permis de conserver une identité culturelle distincte et de résister à la domination des dirigeants voisins. 
Les Baloutches sont majoritairement musulmans, la grande majorité appartenant à l'école hanafite de l'islam sunnite, mais il y a aussi une infime proportion de chiites au Baloutchistan. 

## Population
Environ 20 à 25 % de la population baloutche vit en Iran. Les estimations de la population baloutche iranienne vont de 1,5 à 2 millions à 4 millions. 
En Iran, les Baloutches sont divisés en deux groupes : les Makrani et les Sarhadi. Les villes comme Iranshahr, Chabahar, Nikshahr, Sarbaz et Saravan sont connues sous le nom de région de Makran, tandis que Zahedan et Khash sont connues sous le nom de région de Sarhad.

## Région
Le Balouchistan d'Pakistan a été considéré comme la région la plus sous-développée, la plus désolée et la plus pauvre du pays.Les Baloutches d'Iran sont la région la plus avancée pour les Baloutches. Cependant, le gouvernement iranien prend des mesures pour améliorer la situation du peuple baloutche afin que Le gouvernement iranien a tenté de renverser cette situation en mettant en œuvre de nouveaux plans tels que la création de la zone de libre-échange de Chabahar. 

## Discrimination
En 2023, selon le rapport d'Amnesty international, les exécutions « ont visé de manière disproportionnée la minorité ethnique baloutche d'Iran, laquelle représentait 20 % des exécutions recensées mais seulement 5 % environ de la population iranienne ».  